# Бојан Дубајић
Бојан Дубајић (1. септембар 1990) професионални је српски фудбалер који игра на позицији нападача и тренутно наступа за БАТЕ Борисов.